# Équipe d'Algérie masculine de handball au Championnat du monde 1990
 (septembre 2018).
Si vous disposez d'ouvrages ou d'articles de référence ou si vous connaissez des sites web de qualité traitant du thème abordé ici, merci de compléter l'article en donnant les références utiles à sa vérifiabilité et en les liant à la section « Notes et références ».
Cet article relate le parcours de l'Équipe d'Algérie de handball masculin lors du championnat du monde 1990, organisé en Tchécoslovaquie du 28 février au 10 mars 1990. Qualifiée grâce à son titre au championnat d'Afrique en 1989, il s'agit de la 3e participation de l'Algérie au championnat du monde. 
Elle perd ses trois rencontres de la phase de poule. Dans le groupe de classement, elle fait un match nul face à Cuba et concède deux courtes défaites face au Japon et à la Suisse et termine donc dernière de la compétition.

## Résultats

### Phase de poule (Groupe A)
Les matchs se sont disputés à Plzeň.
|   | Équipe  | Pts | J | G | N | P | Bp | Bc | Diff |
| - | ------- | --- | - | - | - | - | -- | -- | ---- |
| 1 | Suède   | 6   | 3 | 3 | 0 | 0 | 71 | 57 | 14   |
| 2 | Hongrie | 4   | 3 | 2 | 0 | 1 | 61 | 59 | 2    |
| 3 | France  | 2   | 3 | 1 | 0 | 2 | 59 | 65 | -6   |
| 4 | Algérie | 0   | 3 | 0 | 0 | 3 | 55 | 65 | -10  |

| Hongrie - France 19 – 18 (9-7) Suède - Algérie 20 – 19 (11-8) Algérie - Hongrie 16 – 22 (7-11) France - Suède 18 – 26 (9-13) Hongrie - Suède 20 – 25 (8-14) France - Algérie 23 – 20 (7-7) |

### Groupe de classement 13 à 16
Les matchs se sont disputés à Zlín.
|   | Équipe  | Pts | J | G | N | P | Bp | Bc | Diff |
| - | ------- | --- | - | - | - | - | -- | -- | ---- |
| 1 | Suisse  | 6   | 3 | 3 | 0 | 0 | 76 | 56 | 20   |
| 2 | Cuba    | 3   | 3 | 1 | 1 | 1 | 69 | 72 | -3   |
| 3 | Japon   | 2   | 3 | 1 | 0 | 2 | 53 | 65 | -12  |
| 4 | Algérie | 1   | 3 | 0 | 1 | 2 | 58 | 63 | -5   |

| Cuba - Algérie 20 – 20 (11-8) Suisse - Japon 22 – 12 (15-3) Japon - Algérie 21 – 20 (10-10) Suisse - Cuba 32 – 26 (16-11) Suisse - Algérie 22 – 18 (14-10) Cuba - Japon 23 – 20 (10-13) |

## Effectif
- Chahredinne Chahlaf
- Karim El-Maouhab (GB)
- Kamel Ouchia (GB)
- Mourad Boussebt(GB)
- Sofiane Khalfallah
- Abdeldjalil Bouanani
- Mahmoud Bouanik
- Omar Azeb
- Abdeslam Benmaghsoula
- Abdelkrim Bendjemil
- Salah Bouchekriou
- Djaffar Belhocine
- Ahcene Djeffal
- Fethnour Lacheheb
- Mustapha Doballah
- Abou Sofiane Draouci

- Entraîneur : Farouk Bouzrar